# Slopestyle masculin de snowboard aux Jeux olympiques de 2022
Navigation
Pyeongchang 2018 Milan-Cortina 2026

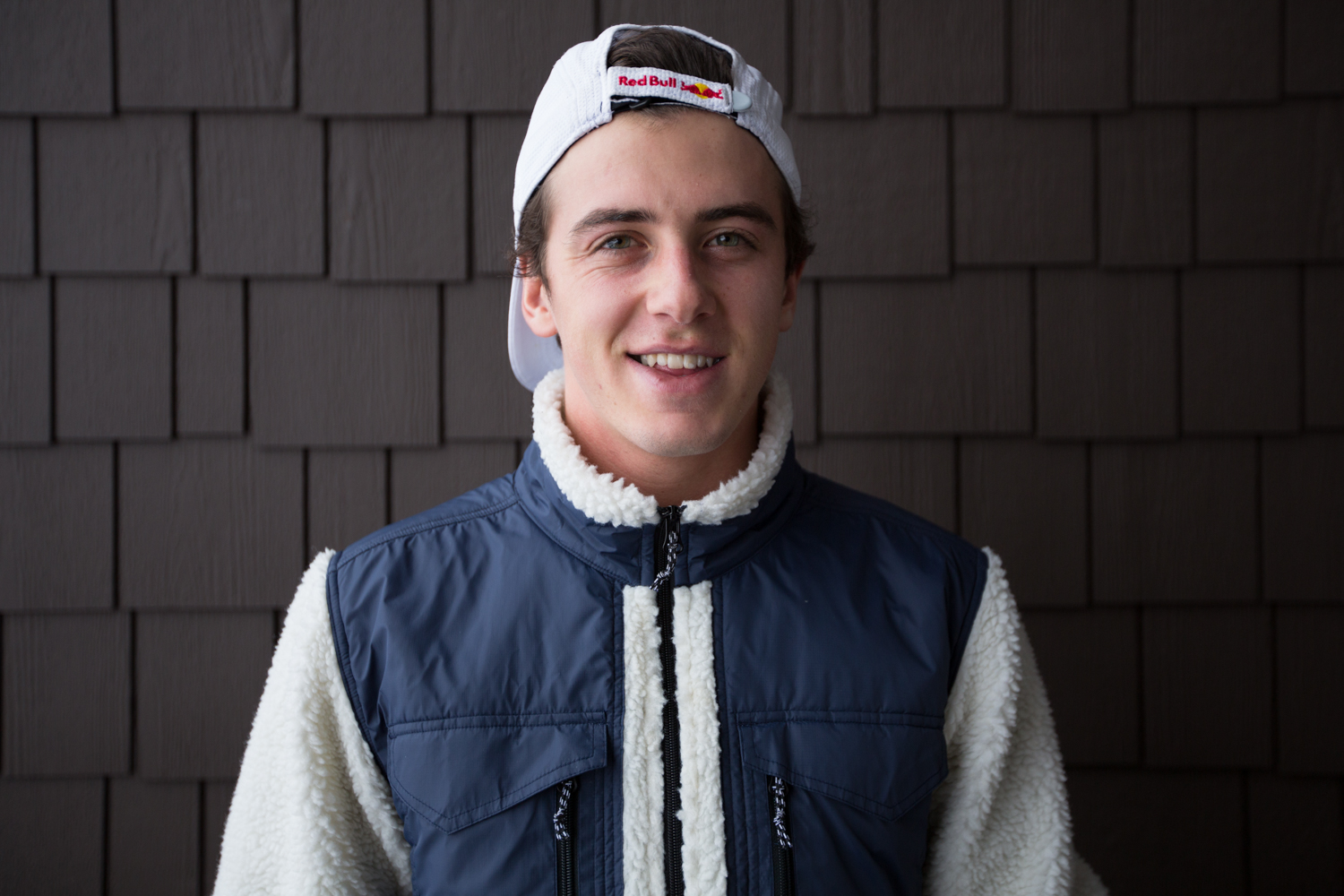
Mark McMorris au Dew Tour

Le slopestyle masculin des Jeux olympiques d'hiver de 2022 a lieu du 6 au 7 février 2022. C'est la troisième apparition de cette épreuve aux Jeux olympiques d'hiver.

## Médaillés
| Or             | Argent    | Bronze        |
| Maxence Parrot | Su Yiming | Mark McMorris |

## Résultats

### Qualifications
Les qualifications ont eu lieu le 6 février 2022 à 12h30 heure locale.
| Rang | Dossard | Ordre | Athlète             | Nationalité      | 1er Passage | 2e Passage | Meilleur | Notes |
| ---- | ------- | ----- | ------------------- | ---------------- | ----------- | ---------- | -------- | ----- |
| 1    | 16      | 28    | Su Yiming           | Chine            | 86,80       | 41,93      | 86,80    | Q     |
| 2    | 3       | 4     | Mark McMorris       | Canada           | 62,70       | 83,30      | 83,30    | Q     |
| 3    | 8       | 17    | Sean Fitzsimons     | États-Unis       | 78,76       | 26,75      | 78,76    | Q     |
| 4    | 21      | 15    | Ståle Sandbech      | Norvège          | 70,11       | 78,61      | 78,61    | Q     |
| 5    | 1       | 1     | Redmond Gerard      | États-Unis       | 78,20       | 43,95      | 78,20    | Q     |
| 6    | 17      | 26    | Takeru Otsuka       | Japon            | 32.93       | 74,93      | 74,93    | Q     |
| 7    | 25      | 19    | Emiliano Lauzi      | Italie           | 71,71       | 47,76      | 71,71    | Q     |
| 8    | 4       | 2     | Sébastien Toutant   | Canada           | 23,68       | 71,06      | 71,06    | Q     |
| 9    | 7       | 10    | Mons Røisland       | Norvège          | 70,96       | 41,41      | 70,96    | Q     |
| 10   | 11      | 13    | Maxence Parrot      | Canada           | 70,11       | 36,68      | 70,11    | Q     |
| 11   | 6       | 21    | Chris Corning       | États-Unis       | 48,48       | 69,30      | 69,30    | Q     |
| 12   | 19      | 6     | Kaito Hamada        | Japon            | 56,06       | 67,45      | 67,45    | Q     |
| 13   | 10      | 9     | Rene Rinnekangas    | Finlande         | 67,10       | 60,10      | 67,10    |       |
| 14   | 2       | 5     | Marcus Kleveland    | Norvège          | 37,28       | 64,86      | 64,86    |       |
| 15   | 27      | 18    | Vlad Khadarin       | ROC              | 64,73       | 21,15      | 64,73    |       |
| 16   | 23      | 8     | Noah Vicktor        | Allemagne        | 16,66       | 62,56      | 62,56    |       |
| 17   | 5       | 3     | Dusty Henricksen    | États-Unis       | 37,46       | 58,46      | 58,46    |       |
| 18   | 12      | 11    | Tiarn Collins       | Nouvelle-Zélande | 58,36       | 29,21      | 58,36    |       |
| 19   | 24      | 27    | Ruki Tobita         | Japon            | 29,23       | 56,58      | 56,58    |       |
| 20   | 22      | 20    | Nicolas Huber       | Suisse           | 50,46       | 54,58      | 54,58    |       |
| 21   | 20      | 14    | Hiroaki Kunitake    | Japon            | 50,36       | 51,43      | 51,43    |       |
| 22   | 13      | 12    | Niek van der Velden | Pays-Bas         | 26,51       | 46,03      | 46,03    |       |
| 23   | 9       | 29    | Darcy Sharpe        | Canada           | 45,46       | 25,15      | 45,46    |       |
| 24   | 18      | 25    | Sven Thorgren       | Suède            | 40,73       | 34,71      | 40,73    |       |
| 25   | 30      | 22    | Jonas Boesiger      | Suisse           | 40,11       | 17,58      | 40,11    |       |
| 26   | 15      | 24    | Matthew Cox         | Australie        | 34,46       | 39,98      | 39,98    |       |
| 27   | 28      | 16    | Clemens Millauer    | Autriche         | 38,71       | 32,06      | 38,71    |       |
| 28   | 26      | 23    | Kalle Järvilehto    | Finlande         | 15,06       | 28,73      | 28,73    |       |
| 29   | 14      | 7     | Leon Vockensperger  | Allemagne        | 25,15       | 26,41      | 26,41    |       |
| 30   | 29      | 30    | Niklas Mattsson     | Suède            | 24,18       | 20,55      | 24,18    |       |

### Finale
La finale a lieu le 7 février 2022 à 12h00 heure locale.
| Rang                                | Dossard | Ordre | Athlète           | Nationalité | 1er Passage | 2e Passage | 3e Passage | Meilleur | Notes |
| ----------------------------------- | ------- | ----- | ----------------- | ----------- | ----------- | ---------- | ---------- | -------- | ----- |
| Médaille d'or, Jeux olympiques      | 11      | 3     | Maxence Parrot    | Canada      | 79,86       | 90,96      | 36,56      | 90,96    |       |
| Médaille d'argent, Jeux olympiques  | 16      | 12    | Su Yiming         | Chine       | 78,38       | 88,70      | 66,58      | 88,70    |       |
| Médaille de bronze, Jeux olympiques | 3       | 11    | Mark McMorris     | Canada      | 76,98       | 80,85      | 88,53      | 88,53    |       |
| 4                                   | 1       | 8     | Redmond Gerard    | États-Unis  | 83,25       | 71,86      | 28,65      | 83,25    |       |
| 5                                   | 25      | 6     | Emiliano Lauzi    | Italie      | 80,01       | 27,48      | 39,48      | 80,01    |       |
| 6                                   | 6       | 2     | Chris Corning     | États-Unis  | 31,58       | 20,78      | 65,11      | 65,11    |       |
| 7                                   | 7       | 4     | Mons Røisland     | Norvège     | 29,01       | 63,33      | 52,53      | 63,33    |       |
| 8                                   | 19      | 1     | Kaito Hamada      | Japon       | 25,90       | 15,91      | 59,36      | 59,36    |       |
| 9                                   | 4       | 5     | Sébastien Toutant | Canada      | 52,63       | 30,40      | 54,00      | 54,00    |       |
| 10                                  | 17      | 7     | Takeru Otsuka     | Japon       | 52,75       | 50,58      | 52,80      | 52,80    |       |
| 11                                  | 21      | 9     | Ståle Sandbech    | Norvège     | 29,05       | 27,43      | 39,66      | 39,66    |       |
| 12                                  | 8       | 10    | Sean Fitzsimons   | États-Unis  | 29,48       | 29,61      | 26,61      | 29,61    |       |